# Relatório Franck

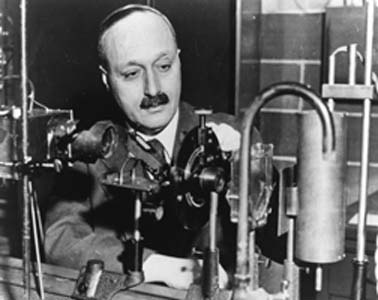
James Franck

O Relatório Franck (do inglês: Franck Report)de junho de 1945 foi um documento assinado por vários físicos nucleares proeminentes recomendando que os Estados Unidos não usassem a bomba atómica como arma para provocar a rendição do Japão na Segunda Guerra Mundial.
O relatório recebeu o nome de James Franck, o chefe do comité que o produziu. O comité foi nomeado por Arthur Compton e reuniu-se em segredo, em sessões noturnas num ambiente altamente seguro. Em grande parte escrito por Eugene Rabinowitch, o relatório falava sobre a impossibilidade de manter as descobertas atómicas dos Estados Unidos em segredo indefinidamente. O relatório previu uma corrida armamentista nuclear, forçando os Estados Unidos a desenvolver armamentos nucleares num ritmo tal que nenhuma outra nação pensaria em atacar primeiro por medo de retaliação avassaladora. Esta previsão acabou se mostrando precisa, pois a corrida armamentista nuclear e o conceito de destruição mútua assegurada tornaram-se um fator importante na Guerra Fria. O relatório recomendou que a bomba nuclear não fosse usada e propôs que uma demonstração da "nova arma" fosse feita diante dos olhos de representantes de todas as Nações Unidas, numa ilha árida ou deserto, ou tentar manter a existência da bomba nuclear em segredo pelo maior tempo possível.
No primeiro caso, a comunidade internacional seria avisada dos perigos e encorajada a desenvolver um controlo internacional eficaz sobre tais armas. No último caso, os Estados Unidos ganhariam vários anos para desenvolver ainda mais o seu armamento nuclear antes que outros países iniciassem a sua própria produção. O Relatório Franck foi assinado por James Franck (Presidente), Donald J. Hughes, J.J. Nickson, Eugene Rabinowitch, Glenn T. Seaborg, J.C. Stearns e Leó Szilárd.

Por um acidente da história, estávamos entre os poucos que estavam conscientes de um novo perigo que ameaçava o mundo, e sentimo-nos obrigados a expressar as nossas opiniões.

Glenn T. Seaborg
Franck levou o relatório a Washington em 12 de junho, onde o Comité Interino, nomeado pelo presidente Truman para aconselhá-lo sobre o uso da bomba atómica, se reuniu em 21 de junho para reexaminar as suas conclusões anteriores. No entanto, este comité reafirmou que não havia alternativa ao uso da bomba e em 6 e 9 de agosto, os americanos lançaram bombas atómicas em Hiroshima e Nagasaki.
O Relatório foi desclassificado e divulgado ao público no início de 1946, mas os funcionários do Projeto Manhattan exigiram a censura de algumas passagens.